# Aplonobia richteri
Aplonobia richteri är en spindeldjursart som först beskrevs av Bagdasarian 1954.  Aplonobia richteri ingår i släktet Aplonobia och familjen Tetranychidae. Inga underarter finns listade i Catalogue of Life.